# عبد الله الزبيدي
عبد الله الزبيدي لاعب كرة قدم سعودي ، لعب سابقاً في نادي الوطني.